# Abbazia di Santa Maria e Sant'Egidio di Petroia
L'Abbazia di Santa Maria e Sant'Egidio di Petroia, detta Badia Petroia, è un luogo cattolico posto nella frazione omonima del Comune di Città di Castello (PG). 

## Storia
L'Abbazia benedettina di Santa Maria e Sant'Egidio (X-XII sec.) fu costruita, attorno alla metà del X secolo, per volontà di Ugo dei marchesi di Colle, membro della casata che darà in seguito origine a quella dei marchesi di Monte Santa Maria. 
Da un documento datato al 972, con il quale il conte Guido, figlio di Ugo di Colle, fa una donazione al monastero, si apprende la più antica intitolazione dell'abbazia: Sanctae Mariae de Petruvio. L'estensione dei domini del monastero si allargava fino ai distretti di Perugia e Cortona, toccando le località di Muccignano, Badia San Casciano, e le valli dei fiumi Nestore e Aggia. L'abate Magno, nel XIII secolo, siglò diversi ed importanti trattati con le città di Perugia, Cortona e Città di Castello, per motivi di ordine politico e per porsi sotto la protezione militare dei vicini più potenti. Con la fine del medioevo l'abbazia iniziò progressivamente a perdere rilevanza a livello locale, cadendo in disgrazia: dopo essere stata abbandonata dai monaci, nel 1571 l'abbazia venne concessa in commenda a Pietro di Giovanni dei Fiorenzi di Perugia, canonico della chiesa di Santa Maria Maggiore di Città di Castello. Il regime di commenda durò fino alla metà del secolo XIX. 
Nel 1781, Pio VI concesse in enfiteusi ai fratelli Tommaso e Giambattista Rossi molti beni legati all'abbazia di Petroia, in seguito riscattati in denaro. Dalla documentazione relativa a questo atto si ha la prima testimonianza dell'intitolazione dell'abbazia a sant'Egidio, che si aggiunse a quella di Santa Maria soltanto nel corso del XVIII secolo. 

## Descrizione

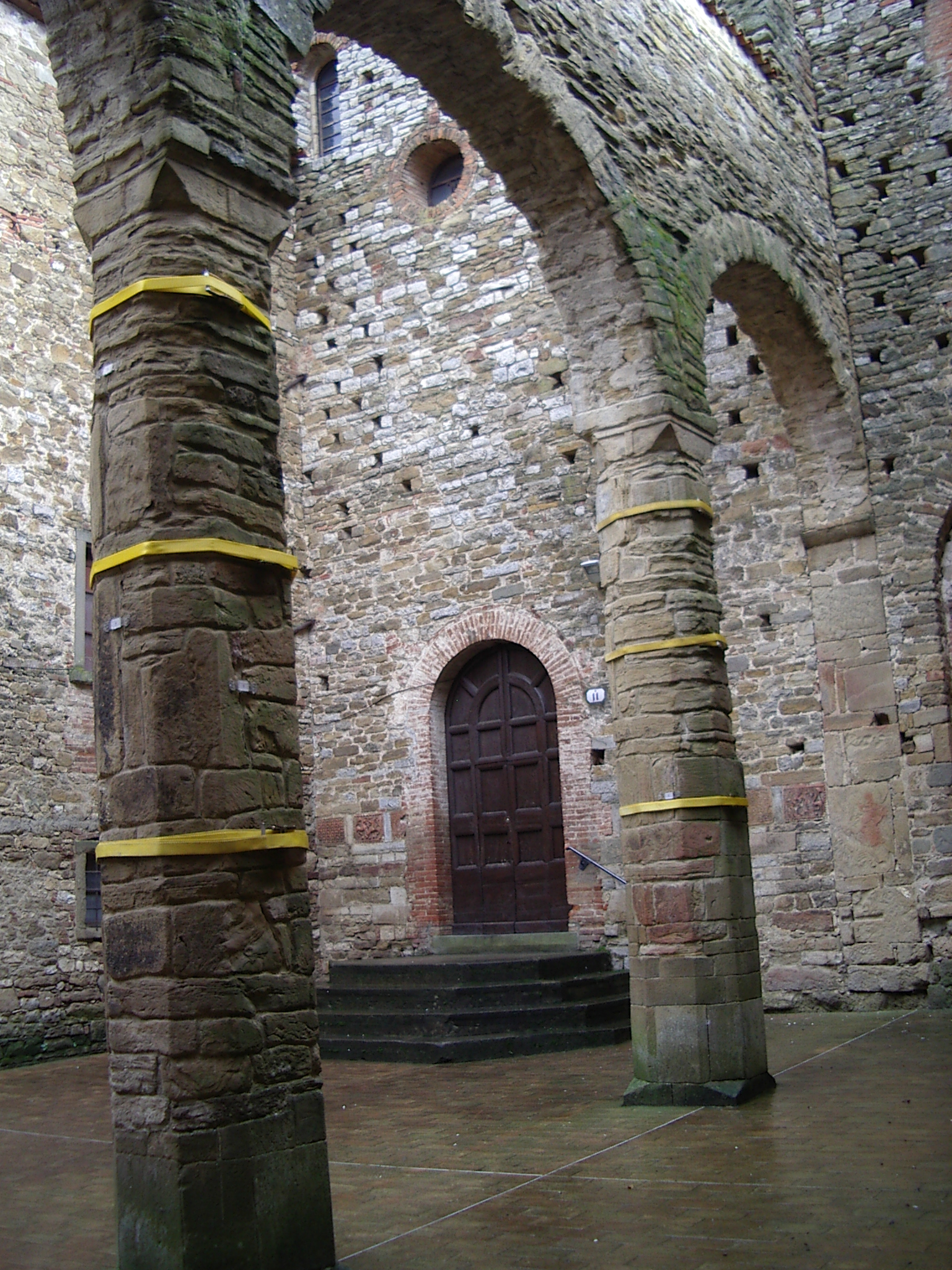
Abbazia di Badia Petroia, veduta del cortile interno

Il complesso abbaziale fu edificato utilizzando materiali di recupero di epoca romana, e nel corso dei secoli modificato, subendo numerosi rifacimenti necessari per far fronte ai danneggiamenti provocati da ricorrenti eventi sismici.
La chiesa abbaziale aveva in origine una struttura a tre navate e tre absidi ed era disposta su tre livelli corrispondenti alla plebanìa, al coro e al presbiterio. A seguito di rifacimenti eseguiti nel secolo XV venne innalzata la facciata della chiesa odierna che andò a chiudere lo spazio un tempo destinato al coro dei monaci, dividendolo dal resto dell'edificio. La parte anteriore della navata di sinistra andò distrutta dopo il 1860-70; le parti centrali della navata di sinistra e di quella di destra sono prive di copertura; il campanile, danneggiato da un terremoto nel 1917, venne abbattuto due anni dopo e mai più ricostruito.

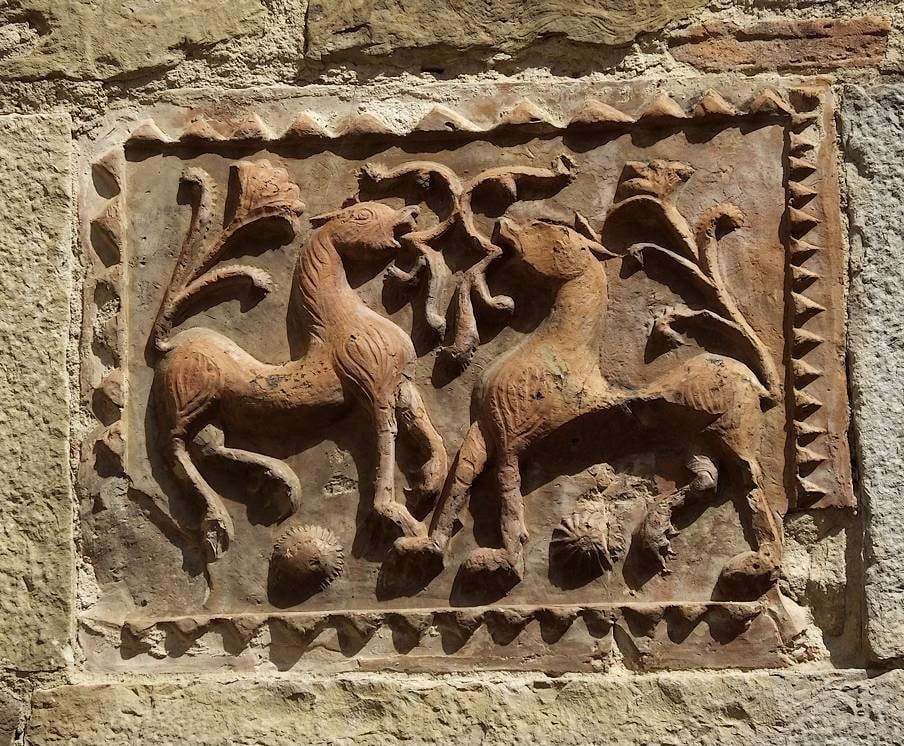
Formella in terracotta con decorazione zoomorfa, forse derivante dalla decorazione di un portale della primitiva chiesa monastica.

Malgrado le frequenti modifiche, il complesso presenta ancora oggi rari esempi di ornamentazione scultorea: il protiro del portale d'ingresso al cortile intero (ex plebania dell'originaria chiesa) è costituito da due archi sostenuti da colonnine marmoree, mentre la facciata del XV secolo è ornata all'estero da alcune formelle scolpite (46x36 cm) con soggetti figurativi ed elementi geometrici di stile longobardo, forse riferibili ad un recupero di materiale.
Sotto il piano del presbiterio si trova la cripta, (XII secolo), il cui spazio, a sala unica con tre absidi, è diviso da colonne caratterizzate da capitelli di recupero di epoca romana e tardoantica.